# Challonges
Challonges é uma comuna francesa na região administrativa de Auvérnia-Ródano-Alpes, no departamento da Alta Saboia. Estende-se por uma área de 7.9 km². Em 2010 a comuna tinha 554 habitantes (densidade: 70,1 hab./km²).